# آنتراس (تنسی)
آنتراس (به انگلیسی: Anthras) یک منطقهٔ مسکونی در ایالات متحده آمریکا است که در شهرستان کمبل، تنسی واقع شده است. آنتراس ۳۲۷٫۹۷ متر بالاتر از سطح دریا واقع شده است.